# Canovaccio
Em teatro, o termo italiano canovaccio (de canapa,  'cânhamo', através do francês canevas, 'tecido grosso')  indica os elementos básicos da trama de uma peça, determinando, de maneira genérica, o seu desenvolvimento, sem entrar  nos detalhes de cada cena. Seu nome deriva de  um caderno onde aparecia no princípio o nome das personagens, ficando-se a conhecer praticamente o conteúdo. O canovaccio continha, em linhas gerais, o tema, a descrição das   situações  e  as personagens intervenientes.  A partir desses elementos,  desenvolvia-se a improvisação dos atores. Os "canovacci" eram criado por trupes, companhias itinerantes que  se deslocavam em carroças  para se apresentar em feiras e praças. 
Esse tipo de roteiro muito simples surge aproximadamente no século XVI , permanecendo até o XVIII, e constitui a base dramática da Commedia dell'Arte. 